# Cleptometopus terrestris
Cleptometopus terrestris är en skalbaggsart som beskrevs av Thomson 1864. Cleptometopus terrestris ingår i släktet Cleptometopus och familjen långhorningar. Inga underarter finns listade i Catalogue of Life.